# Кульпарков
Кульпа́рков (укр. Кульпа́рків, пол. Kulparków) — историческая местность во Львове (Украина), в южной части города, ныне — в составе Франковского района. Она лежала за пределами земель, которые подарил Львову 1356 года польский король Казимир III. Прибыли из этих земель шли на содержание укреплений города. Первое упоминание о пригородном поселении в этом месте относится к 1426 году. Поселение появилось на месте выкорчеванных лесов и принадлежало мещанину Павлу (или Рафаэлю) Гольдбергу. От его имени поселение получило название Гольдбергоф, а потом Гольдпарков-Кульпарков.
В 1875 году постановлением Галицкого Краевого сейма в Кульпаркове была построена психиатрическая больница, в которую направлялись больные из всего коронного края. Больничная помощь душевнобольным в этот период ограничивалась главным образом функцией удержания. Первоначально здания больницы были рассчитаны на 600 пациентов, в 1904—1905 были расширены на 1000 человек. У психиатрической больницы был собственный парк и кладбище.
В 1899 году в Кульпаркове появилось почтовое отделение. В 1925 году население Кульпаркова составляло около 1400 человек, из них 83 % — поляков .
Село Кульпарков было присоединено ко Львову (к району Новый Свет) в 1930 году.
От прошлого села остался городской топоним — название улицы Кульпарковская. Неофициальное, жаргонное наименование района и психиатрической больницы — «Кульпар», «Кульпарстрит», «Варьятштрассе» («варьят» на львовском говоре означает «псих»).